# Josef Windhausen
Josef Windhausen (* 15. Februar 1888 in Waldniel; † 21. November 1946 ebenda) war ein deutscher Kommunalpolitiker und ehrenamtlicher Landrat (CDU).

## Leben und Beruf
Nach dem Schulbesuch absolvierte er eine kaufmännische Ausbildung und war anschließend als Leinenkaufmann tätig. Windhausen war verheiratet.
Mitglied des Kreistages des ehemaligen Landkreises Kempen-Krefeld war er vom 2. Dezember 1945 bis zum 13. Oktober 1946. Die Mitglieder dieses Kreistages wurden von der Britischen Besatzungsmacht ernannt. Dem gewählten Kreistag gehörte er vom 13. Oktober 1946 bis zu seinem Tod am 21. November 1946 an. Vom 13. Dezember 1945 bis zum 11. Juni 1946 war Windhausen stellvertretender Landrat und vom 11. Juni 1946 bis zum 25. Oktober 1946 Landrat des Kreises. Außerdem war er Mitglied im Gemeinderat der Gemeinde Waldniel und zeitweise Bürgermeister der Gemeinde. 